# James McCluskey
James McCluskey (Stewarton, 1950. november 1. – 2013. november 14.) skót nemzetközi labdarúgó-játékvezető.

## Pályafutása

### Nemzeti játékvezetés
Pályafutása során hazája legfelső szintű labdarúgó-bajnokságának játékvezetője lett. Az aktív nemzeti játékvezetéstől 2000-ben búcsúzott.

### Nemzetközi játékvezetés
A Skót labdarúgó-szövetség Játékvezető Bizottsága (JB) 1989-ben terjesztette fel nemzetközi játékvezetőnek, a Nemzetközi Labdarúgó-szövetség (FIFA) bíróinak keretébe. Több nemzetek közötti válogatott és klubmérkőzést vezetett. A skót nemzetközi játékvezetők rangsorában, a világbajnokság-Európa-bajnokság sorrendjében többedmagával a 8. helyet foglalja el 6 találkozó szolgálatával. Az aktív nemzetközi játékvezetéstől 2000-ben a  búcsúzott.

#### Labdarúgó-világbajnokság

##### U16-os labdarúgó-világbajnokság
Skóciában rendezték az 1989-es U16-os labdarúgó-világbajnokságot, ahol a FIFA JB bírói hivatalnokkánt foglalkoztatta.

###### 1989-es U16-os labdarúgó-világbajnokság
| Időpont          | Helyszín                      | Mérkőzés típusa              | Mérkőzés          | Eredmény | Nézők száma |
| ---------------- | ----------------------------- | ---------------------------- | ----------------- | -------- | ----------- |
| 1989. június 10. | Pittodrie Stadion, Aberdeen   | csoportmérkőzés (B. csoport) | NDK–Ausztrália    | 1 : 0    | 3 300       |
| 1989. június 14. | Tynecastle Stadion, Edinburgh | csoportmérkőzés (D. csoport) | Guinea–Portugália | 1 : 1    | 4 000       |

#### Női labdarúgó-világbajnokság
Kínába  az I., az 1991-es női labdarúgó-világbajnokságra, a FIFA JB bírói szolgálatra alkalmazta. Partbírói feladatokat is kapott. Egy alkalommal egyes számú (a kor előírása szerint játékvezetői sérülésnél továbbvezeti a találkozót), egy alkalommal 2. számú pozíciós küldést kapott.
Világbajnokságon vezetett mérkőzéseinek száma: 3.

##### 1991-es női labdarúgó-világbajnokság

###### Világbajnoki mérkőzés
| Időpont            | Helyszín                  | Mérkőzés típusa              | Mérkőzés                | Eredmény | Nézők száma |
| ------------------ | ------------------------- | ---------------------------- | ----------------------- | -------- | ----------- |
| 1991. november 19. | Városi Stadion, Zhongshan | csoportmérkőzés (C. csoport) | Olaszország–Nigéria     | 1 : 0    | 12 000      |
| 1991. november 21. | Városi Stadion, Zhongshan | csoportmérkőzés (C. csoport) | Olaszország–Németország | 0 : 2    | 12 000      |
| 1991. november 27. | Ying Dong Stadion, Panyu  | egyik elődöntő               | Svédország–Norvégia     | 1 : 4    | 16 000      |

#### Labdarúgó-Európa-bajnokság
Az európai-labdarúgó torna döntőjéhez vezető úton Svédországba a IX., az 1992-es labdarúgó-Európa-bajnokságra és Angliába a X., az 1996-os labdarúgó-Európa-bajnokságra az UEFA JB játékvezetőként foglalkoztatta.

##### 1992-es labdarúgó-Európa-bajnokság

###### Selejtező mérkőzés
| Időpont              | Helyszín                         | Mérkőzés típusa           | Mérkőzés              | Eredmény | Nézők száma |
| -------------------- | -------------------------------- | ------------------------- | --------------------- | -------- | ----------- |
| 1991. szeptember 25. | Idrottsplats Stadion, Landskrona | előselejtező (4. csoport) | Feröer-szigetek–Dánia | 0 : 4    | 2 589       |

##### 1996-os labdarúgó-Európa-bajnokság

###### Selejtező mérkőzés
| Időpont             | Helyszín                               | Mérkőzés típusa           | Mérkőzés             | Eredmény | Nézők száma |
| ------------------- | -------------------------------------- | ------------------------- | -------------------- | -------- | ----------- |
| 1994. október 12.   | Ullevaal Stadion, Oslo                 | előselejtező (5. csoport) | Norvégia–Hollandia   | 1 : 1    | 22 293      |
| 1994. november 16.  | Ramón Sánchez Pizjuán Stadion, Sevilla | előselejtező (2. csoport) | Spanyolország–Dánia  | 3 : 0    | 26 428      |
| 1995. március 29.   | Nemzeti Stadion, Ramat-Gan             | előselejtező (1. csoport) | Izrael–Franciaország | 0 : 0    | 39 000      |
| 1995. április 26.   | Žalgiris Stadion, Vilnius              | előselejtező (4. csoport) | Litvánia–Olaszország | 0 : 1    | 15 000      |
| 1995. szeptember 6. | Franken Stadion, Nürnberg              | előselejtező (7. csoport) | Németország–Grúzia   | 4 : 1    | 40 750      |

#### Nemzetközi kupamérkőzések
Vezetett kupadöntők száma: 1.

##### UEFA-kupa
Az Európai Labdarúgó-szövetség (UEFA) JB szakmai munkájának elismeréseként megbízta a döntő mérkőzés koordinálásával.
| Időpont         | Helyszín                 | Mérkőzés típusa        | Mérkőzés                            | Eredmény | Nézők száma |
| --------------- | ------------------------ | ---------------------- | ----------------------------------- | -------- | ----------- |
| 1994. május 11. | San Siro Stadion, Milánó | második döntő mérkőzés | Internazionale–FC Red Bull Salzburg | 1 : 0    | 80 326      |

## Szakmai sikerek
Az IFFHS (Nemzetközi Futballtörténészek- és Statisztikusok Szövetsége) 1987-2011 évadokról tartott nemzetközi szavazásán 151, játékvezető besorolásával minden idők 125, legjobb bírójának rangsorolta, holtversenyben  Ali Al-Badwawi, Graham Barber, Olegário Benquerença, Piero Ceccarini, Martin Hansson, Nicole Petignat, Alain Sars, Mark Shield és Kyros Vassaras társaságában.